# Przemysław Szczurek
Przemysław Paweł Szczurek – polski filolog, dr hab. nauk humanistycznych, adiunkt Instytutu Studiów Klasycznych, Śródziemnomorskich i Orientalnych Wydziału Filologicznego Uniwersytetu Wrocławskiego.

## Życiorys
28 września 1999 obronił pracę doktorską Studia nad genezą i redakcją "Bhagawadgity", 3 czerwca 2014 habilitował się na podstawie pracy zatytułowanej Sati. Samopalenie wdów indyjskich w najdawniejszych relacjach Wschodu i Zachodu. Objął funkcję starszego wykładowcy w Katedrze Orientalistyki na Wydziale Neofilologii Uniwersytetu im. Adama Mickiewicza w Poznaniu.
Piastuje stanowisko adiunkta Instytutu Studiów Klasycznych, Śródziemnomorskich i Orientalnych Wydziału Filologicznego Uniwersytetu Wrocławskiego.